# Hosín
Hosín (německy Hosin) je obec v Jihočeském kraji, ležící 7 km severně od Českých Budějovic. Žije zde 972 obyvatel. Východně od Hosína se rozkládá letiště Hosín Aeroklubu České Budějovice.

## Historie

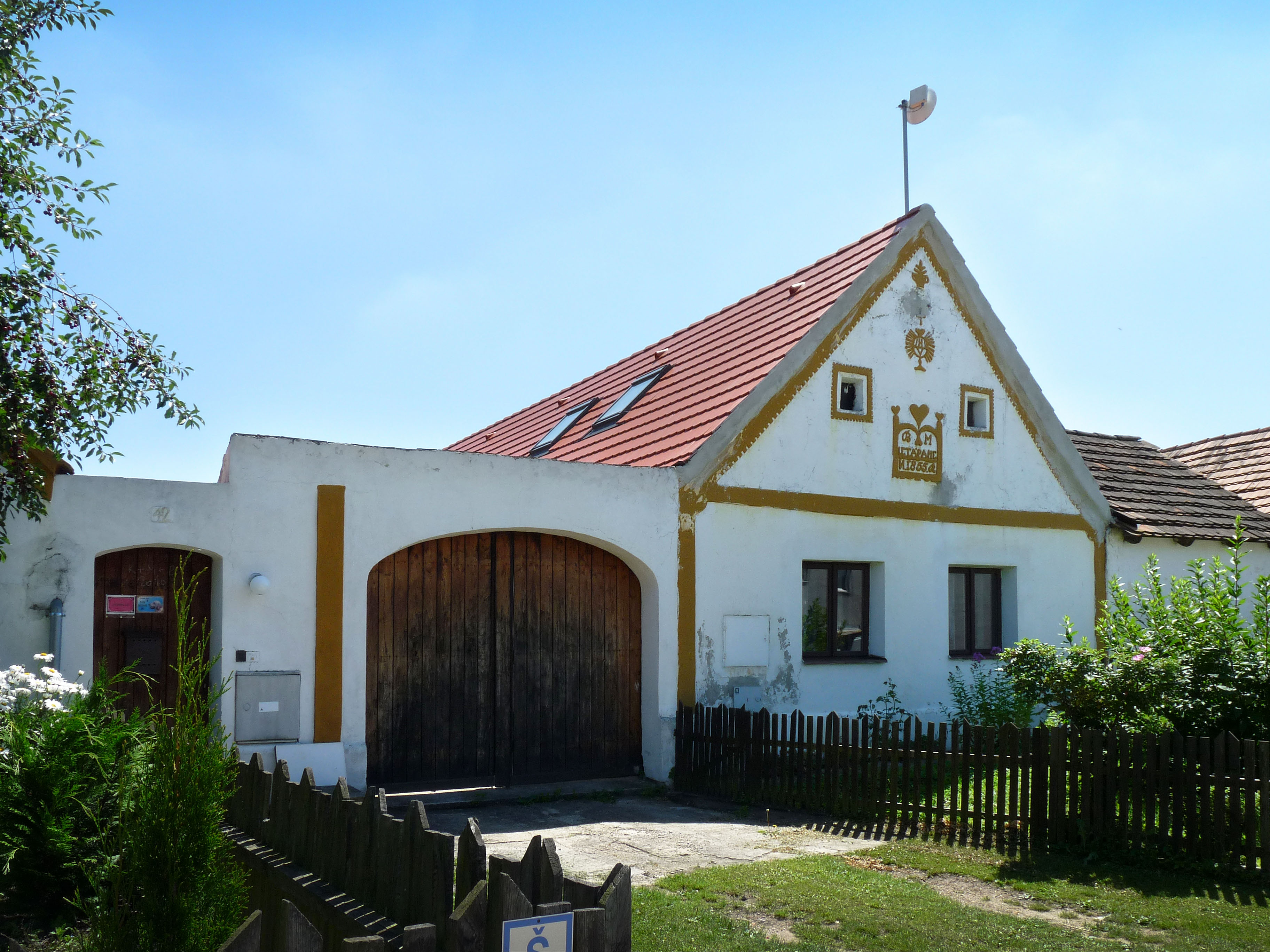
Stavení č. p. 42 ve stylu selského baroka

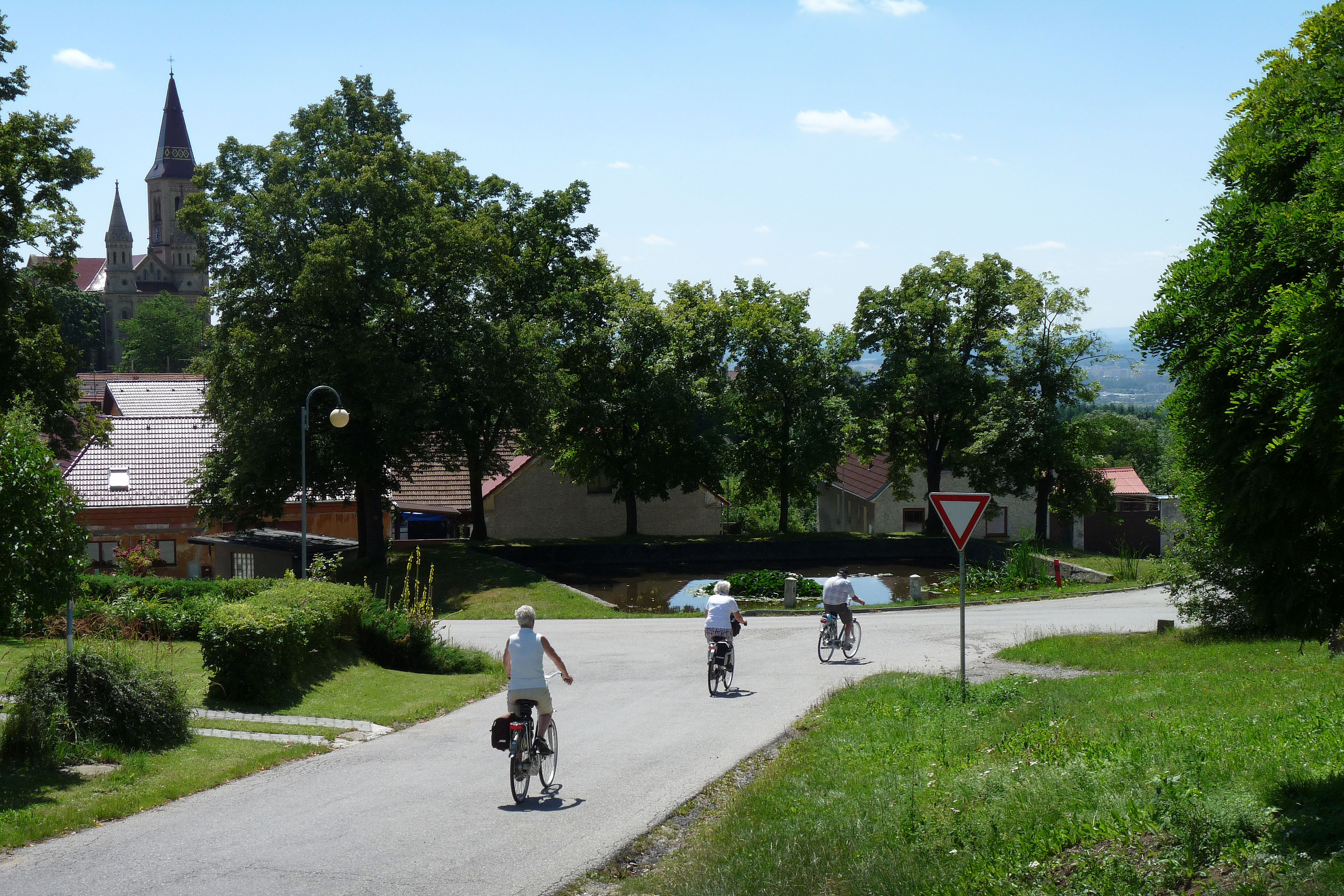
Hosínem vede cyklistická trasa č. 1056

První písemná zmínka o názvu Hosín je z roku 1262 a týká se lesa. O vsi, přesněji o zdejším faráři Oldřichovi, pochází zmínka z roku 1330 (plebanus in Hossing). V roce 1599 byla začata dosud zachovalá hosínská matrika. O sto let později zde vzniklo Lovecké bratrstvo, nejstarší myslivecký spolek v Čechách. Dne 19. října 1815 Hosín navštívil ruský car Alexandr. Roku 1854 ves vyhořela.
Hosín po staletí náležel k původně královskému panství Hluboká, jehož posledními feudálními držiteli byli od roku 1661 Schwarzenbergové. Po zrušení poddanství je Hosín od roku 1850 až podnes samostatnou obcí. V roce 1954 byla část Hosínského katastrálního území převedena na nově vzniklou obec Borek. Od roku 1964 patří pod Hosín i Dobřejovice.

## Obecní správa

### Místní části
Obec Hosín se skládá ze dvou částí ve dvou katastrálních územích.
- Dobřejovice (100 domů, 193 obyvatel, k. ú. Dobřejovice u Hosína)
- Hosín (172 domů, 477 obyvatel, k. ú. Hosín)

### Starostové
- 2006–2010 Josef Matouš
- 2010–2014 Miluše Kubešová
- od 2014 Jan Řičánek

## Pamětihodnosti
- K Hosínu patří od Českých Budějovic zdaleka viditelná silueta novorománského kostela svatého Petra a Pavla z let 1899 až 1900, jehož součástí je i původní románský kostelík ze 12. až 13. století se vzácnými gotickými nástěnnými malbami z doby kolem roku 1340.
- Fara, barokní z 18. století
- Kamenná boží muka z roku 1636 při silnici na Hlubokou, s erbem tehdejšího majitele panství Baltazara de Marradas
- Na katastru obce se nachází bývalý kaolinový důl Orty.
- Pomník obětem první světové války
- Křížek na severovýchodě obce
- Domy ve stylu selského baroka, například čp. 8, 42, 48